# Bauhinia integrifolia
Bauhinia integrifolia är en ärtväxtart som beskrevs av William Roxburgh. Bauhinia integrifolia ingår i släktet Bauhinia och familjen ärtväxter.

## Underarter
Arten delas in i följande underarter:
- B. i. cumingiana
- B. i. integrifolia